# Burlington (Kansas)
 For alternative betydninger, se Burlington. (Se også artikler, som begynder med Burlington)
Burlington er en amerikansk by og administrativt centrum for det amerikanske county Coffey County i staten Kansas. I 2000 havde byen et indbyggertal på 2.790.